# JoAnne Lorenzana
JoAnne o Joanne Geraldine O. Lorenzana (Nacida el 14 de febrero en Ciudad Quezón) es una cantante, compositora y exmodelo filipina, conocida como la exponente de la "Música Pilipino Original", a la mitad de los años 1980 y 1990. Se graduó en la Universidad de Filipinas.
Lorenzana fue descubierta por Nonong 'Dero' Pedero en 1985, un compositor-cantante y director filipino y pronto tomó aquella vez a la joven cantante bajo su gestión, emplea su talento para jingles comerciales. Antes de la incursión formal de Lorenzana en el entretenimiento de los locales filipinos, su primera actuación fue en los festivales internacionales celebrados a nivel local, junto a otras estrellas como Gloria Estefan y Miami Sound Machine, Menudo (el primer grupo de Ricky Martin) y el conjunto al mísico de jazz británico, Shakatak. Al año siguiente, ella se puso en marcha en un espectáculo anunciado como: JoAnne: Su primera vez para anunciar la entrada de la artista pop en la industria de la música filipina.
Discografía
| Año  | Título del álbum y sencillos | Compañía y Reconocimiento                            |  |
| ---- | --- | ---------------------------------------------------- |  |
| 1988 | Jo Anne Lorenzana (Self-Titled Debut Album) - I’ll Never Let You Go - YOU - Kung Alam Mo Lang - Back In Your Arms - Bayan Ko (revival) – special tri-media release (non-single) | VICOR Music Corp.                                    |  |
| 1989 | Stronger Than Before - Daydreaming - Hoy! Pakibilsan - Without Your Love | Octo Arts-EMI Philippines                            |  |
| 1992 | Kailan Pa Man - Pigil na Pigil - Nais Ko - Sapat Sa Akin Lahat | Octo Arts-EMI Philippines                            |  |
| 1994 | Joanne Lorenzana (Hits Collection) - Goodtimes, Badtimes | Octo Arts-EMI Philippines                            |  |
| 2009 | Between Seasons - Beautiful - Technicolor | NeoMONDE (US) Universal Records Philippines (Phils.) |  |